# Rock of Ages
Rock of Ages (с англ. — «Камень веков») — трёхмерная компьютерная игра, смесь tower defense, гонки и платформера, которая разрабатывается независимой компанией ACE Team, а издателем выступает Atlus. Rock of Ages был анонсирован на игровой выставке Electronic Entertainment Expo 2010, где разработчики сообщили первые подробности об игре. Игра была выпущена 7 сентября 2011 года на сервисах цифровой дистрибуции для платформ ПК, Xbox 360 и PlayStation 3.
В игре игроку предстоит разрушать вражеские цитадели, управляя большим катящимся камнем и размещать стратегические объекты на ландшафте, для предотвращения разрушения собственной цитадели.

## Геймплей
В игре сражения происходят между двумя игроками, которые ходят в определённой последовательности. Карта представляет собой большой, иногда изогнутый в нескольких направлениях «коридор», с разным ландшафтом, например иногда с низменностью в центре или по краям. На противоположных краях карты расположены две цитадели. Цель игроков — уничтожить вражескую цитадель. Во время каждого хода игрок должен управлять большим круглым валуном, который катится к вражеской цитадели. Другой игрок за это время должен строить различные укрепления и сооружения, чтобы предотвратить уничтожения собственной цитадели, остановив катящийся вражеский валун.
В игре имеется 30 видов сооружений и юнитов, которыми игрок имеет возможность управлять. Строительство сооружений и наём юнитов требует определённое количество монет, которые игрок зарабатывает, уничтожая вражеские постройки или «собирая» монеты катящимся валуном, во время своего хода.

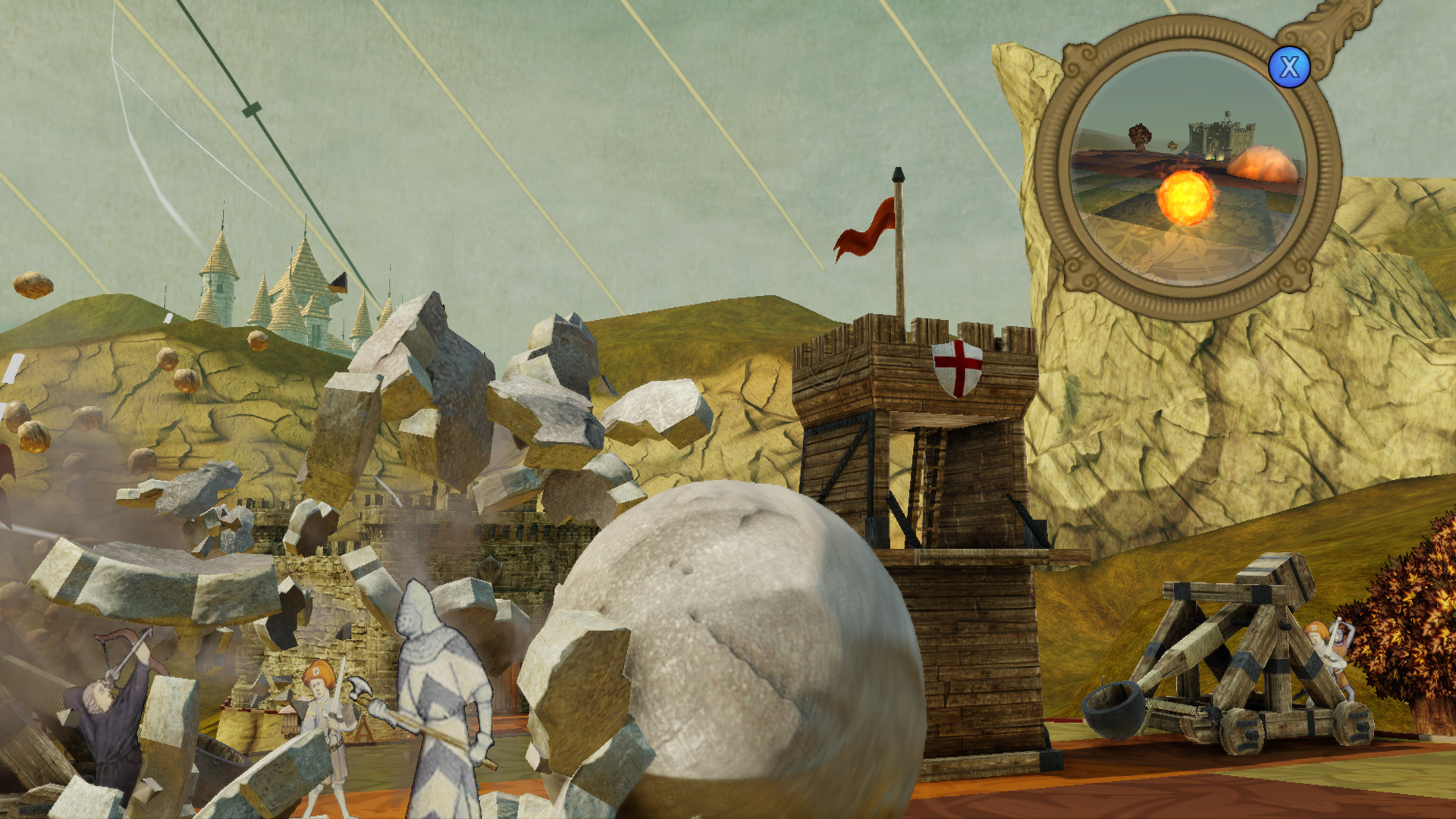
В центре изображен валун, которым управляет игрок, по пути к вражеской цитадели, разрушая на своём пути вражеские постройки.

В игре заявлена как однопользовательская игра, в которой игрок будет проходить карьеру, сражаясь с компьютерным противником, так и многопользовательская, где игрок будет сражаться с другим игроком.

## Сюжет
Действия игры разворачиваются в разных культурных эпохах человечества, например Романтизм, Ренессанс, Рококо, Готика и т. д. В зависимости от времени, в котором происходит сражение, меняется и визуальный стиль элементов игры.

## Технологии
Визуальный стиль игры имеет некоторые отличия по сравнению с другими играми. Вся поверхность ландшафта поделена на небольшие «кластеры», на которых возможна постройка объектов. Также модели людей представляют собой спрайты, которые при перемещении на карте «прыгают», и не имеют никаких анимаций движения.
Кроме того, в игре присутствует система разрушаемого окружения, а именно разрушения построек и укреплений.

## Разработка игры
17 июня 2010 года на игровой выставке Electronic Entertainment Expo 2010 компания ACE Team, в сотрудничестве с Atlus официально анонсировала игру, сообщив первые подробности и предварительную дату выхода. Также был опубликован первый дебютный трейлер к игре.
18 июня 2010 года разработчики игры выпустили HD-версию дебютного трейлера к игре, и несколько новых скриншотов, а также сообщили новые подробности об игре.
19 октября 2010 года был опубликован новый трейлер игры, в котором были показаны элементы геймплея.
В начале августа 2011 года был открыт предзаказ игры. 31 августа вышла Xbox 360-версия игры. 7 сентября PC-версия игры стала доступна для покупки в Steam.

## Отзывы и продажи
| Сводный рейтинг       | Сводный рейтинг | Сводный рейтинг | Сводный рейтинг |
| Издание               | Оценка          | Оценка          | Оценка          |
| Издание               | PC              | PS3             | Xbox 360        |
| --------------------- | --------------- | --------------- | --------------- |
| GameRankings          | N/A             | 73,64 %         | 75,46 %         |
| Metacritic            | 74/100          | 68/100          | 72/100          |
| Русскоязычные издания |                 |                 |                 |
| Издание               | Оценка          | Оценка          | Оценка          |
| Издание               | PC              | PS3             | Xbox 360        |
| Absolute Games        | 70/100          | N/A             | N/A             |

Игра получила смешанные отзывы. На сайте-агрегаторе Metacritic средняя оценка игры составляет 74 из 100 на основе 17 обзоров для платформы PC, 68 из 100 на основе 13 обзоров для платформы PS3 и 72 из 100 на основе 42 обзоров для платформы Xbox 360.
Летом 2018 года, благодаря уязвимости в защите Steam Web API, стало известно, что точное количество пользователей сервиса Steam, которые играли в игру хотя бы один раз, составляет 636 120 человек.